# Mavrinci
Mavrinci su naselje u Hrvatskoj u općini Čavle. Nalaze se u Primorsko-goranskoj županiji i granično su naselje općine Čavle i Grobinštine općenito.

## Zemljopis
Na području Općine Čavle naselje Mavrinci smješteno je krajnje istočno. Unutar općine graniči sjeverno s naseljem Soboli, zapadno s naseljima Cernik i Čavle, te jugozapadno s naseljem Buzdohanj. Najdužu granicu, koja se proteže njegovim cijelim jugoistokom, ima s Gradom Bakrom. Drugo je naselje po površini u Općini Čavle, a četvrto po broju stanovnika. S obzirom na površinu Mavrinci su uglavnom naseljeni posve južno.

## Stanovništvo
Mavrinci se sastoje od nekoliko zaseoka kao što su Haramijsko selo, Selo (dolnje), Bajta, Črna, Gorica, Srićinsko selo i Švikićevo selo. U novije vrijeme Mavrinci dobivaju naseljen novi dio Mavrinaca i Rešetarovo. Novo Naselje Mavrinci temeljem podosta uloženog novca u taj prostor od strane lokalne samouprave s pravom dobila naziv Novo Naselje Mavrinci, čemu uvelike doprinosi nova državna cesta D 40, koja donosi i prometnu neovisnost od matičnog naselja.
| broj stanovnika | 303   | 359   | 358   | 407   | 415   | 407   | 381   | 453   | 385   | 359   | 392   | 591   | 986   | 1070  | 999   | 1021  | 1035  |
|                 | 1857. | 1869. | 1880. | 1890. | 1900. | 1910. | 1921. | 1931. | 1948. | 1953. | 1961. | 1971. | 1981. | 1991. | 2001. | 2011. | 2021. |

## Ime i povijest
Ime ovog naselja dolazi od Mavrina sela, najvjerojatnije matere Mavre, koji kasnije putem potomstva dobiva konačno ime Mavrinci. Mavrinci su prvi put zabilježeni u pisanim dokumentima davne 1445. godine, ali osobiti značaj dobivaju u prigodi razgraničenja nekadašnjeg bakarskog dominija koji se dijeli nakon očeve smrti između braće Frankopana na bakarsku i grobničku gospoštiju, uz dosta teškoća i poduljeg spora koji je okončan tek 1455. godine.
U knjizi akademika Luja Margitića “Grobnički urbari” iz 15 i 16 stoljeća, svojevrsnom pravnom aktu vlastele i podanika, ne spominju se Mavrinci kao zasebna cjelina, već Cernik zajedno s Buzdohnjem. Ovdje napisano postavlja dvojbu dali su Mavrinci zajedno s Haramijskim selom dio Cernika ili su mještani toga graničnog dijela Gospoštije oslobođeni svih davanja činjenicom da su oni zapravo štit gospoštije, prvi na udaru u prigodama prodora osvajača za koje znamo da su uglavnom dolazili s istoka (Mongoli, Tatari, Turci i dr.). Život puka na području ovog naselja uvijek je bio težak. U dugoj povijesti ovdje se bavilo stočarstvom, stokom sitnog zuba, a kasnije, osobito u XX. stoljeću, prilično je razvijeno govedarstvo, više nego u susjednim naseljima. Obrađivalo se zemlju, koje je bilo premalo za potrebe obitelji. Sadilo se gdje god je bilo mogućnosti, a poglavito u Dragama, Bujanovu ili Stričajni, uglavnom južnom stranom naselja unatoč žestokoj grobničkoj klimi koja je prečesto uzrokovala oskudnu ljetinu. Ono što je dobivano od blaga mlikarice bi odnijele u Rijeku i tako pribavljale novac za plaćanje obligacija državi, a ostatak za osnovne potrebe domaćinstva. Moralo se i u pečalbu, u prekomorske zemlje, jer za mnoga domaćinstva grunt koji su posjedovali nije bio dostatan za preživljavanje. Kasnije, koncem XIX. stoljeća, u industrijski stasaloj Rijeci otvara se mogućnost zarade u Harteri, Ukodu, Delti, ali i služeći gospodi. Svakako, bilo je i skromnog razvoja i unapređenja gospodarstva, premda prečeste okupacije i promjene vlasti nisu previše ostavljale prostora tim aktivnostima. Međutim, niti palež niti internacije od strane okupatora nisu nikada uspjele pokolebati snažan slobodarski duh ljudi, čvrst u vjeri i odlučan opstati. No postoje jasni dokazi i zapisi o ubojstvima nekoliko obitelji u doba 2. svjetskog rata.

## Mavrinci danas
Mavrinci su danas uređeno naselje s razvijenom komunalnom infrastrukturom koja je posebno naglašena u športskoj sferi. Zapravo, naši su neimari, izgradnjom novog nogometnog igrališta i Mehane davne 1949. godine predodredili ovo naselje za budući športski centar današnje Općine, ali i cijele Grobnišćine. Novija prostorno-planska dokumentacija naše Općine rezervirala je čitav prostor oko nogometnog igrališta, Ravne i veći dio Rešetarova kao športski centar. Nakon otvorenja športske dvorane u kolovozu 2009. godine športski objekti na ovom prostoru postali su dostupni stanovništvu za svekolika športska natjecanja, rekreaciju i uživanja u športskim priredbama. Brojne udruge u športu dobile su prostor koji otvara mogućnost pripadnicima svih uzrasta, naravno ponajviše mladima, da uz trenere-učitelje ostvare snove i vrhunskog športaša i športaša natjecatelja koji zdušno brani boje svog kluba, pa ako ne uspije u športu zasigurno će, kao socijalizirana osoba, biti primjeren član društva. Ovakva politika općinskih vlasti pokazala se primjerenom potrebama i uspješnom, što potvrđuju dosdašnji rezultati i muške i ženske mladeži.

## Sport u Mavrincima
Mavrinci su sportski centar Općine Čavle i cijele Grobnišćine. U Mavrincima su svoje sjedište pronašli razni klubovi koji okupljaju veliki broj mladih iz općine ali i iz susjednih gradova Mavrincima se nalazi veliki nogometni stadion, treći u županiji, s kapacitetom 3000 gledatelja, a odmah pored stadiona nalazi se sportska dvorana u kojoj su smješteni razni drugi sportski klubovi. 
Ovdje djeluju:
- Nogometni klub Grobničan
- Odbojkaški klub Grobničan
- Muški odbojkaški klub Grobničan
- Rukometni klub Grobničan
- Taekwondo Čavle